# Atari ST
L'Atari ST è una famiglia di home/personal computer a 16 bit prodotti da Atari Corporation e commercializzati dal 1985 al 1993.
Il primo modello della famiglia a essere commercializzato, l'Atari 520ST, fu presentato al pubblico nel gennaio 1985 al Winter Consumer Electronics Show e messo in vendita a partire dal giugno 1985. L'ST vendette molto bene in Europa, soprattutto in Germania e Regno Unito, mentre negli USA  non raggiunse i risultati sperati, probabilmente a causa della maggiore affermazione dei concorrenti IBM e Apple.

## Significato del nome
"ST" sono le iniziali delle parole inglesi "sixteen" e "thirty-two" che in italiano significano rispettivamente "sedici" e "trentadue". Il riferimento è all'architettura a 16/32 bit del microprocessore di serie sui primi modelli di computer della famiglia Atari ST: il Motorola 68000. Tale microprocessore ha un bus esterno a 16 bit ma, in anticipo con i tempi, era già dotato di registri a 32 bit (e quindi anche della capacità di indirizzamento della memoria fino a 32 bit).

## Storia

### Il progetto di un nuovohome computer
Atari entrò nel mercato degli home computer con la produzione della famiglia di home computer a 8 bit, il cui esponente più famoso fu il modello Atari 800. Entrambe le linee di prodotti erano basate sulla CPU 6502 ed includevano, primi sistemi a larga diffusione a farlo, dei chip aggiuntivi per assistere il processore nelle operazioni grafiche e sonore. Nelle intenzioni originarie, i computer ad 8 bit avrebbero dovuto essere le evoluzioni della console Atari 2600 ma, in seguito, si decise di produrre degli home computer poiché questo mercato sembrava molto promettente.
La gestione dell'Atari da parte della proprietaria Time Warner non godeva dei favori dei creatori della console 2600 e delle successive macchine ad 8 bit; alla fine, questi, seccati, abbandonarono l'Atari. Un gruppo di questi tecnici, guidati da Jay Miner, il progettista del chip ANTIC degli Atari a 8 bit, nel 1982 iniziò il progetto di un computer di seconda generazione, basato sul processore Motorola 68000; nacque così il progetto Amiga, basato su una CPU supportata da chip custom, idea messa in pratica per la prima volta proprio nei computer Atari ad 8 bit.
Nel frattempo, il mercato subì un declino a causa della crisi dei videogiochi del 1983; la gestione Warner decise di uscirne il più presto possibile ed iniziò a cercare degli acquirenti per l'Atari. Gli effetti negativi colpirono anche la Commodore International, determinando un diverbio fra il presidente della Commodore, Irving Gould, e Jack Tramiel che si concluse con l'abbandono della Commodore, da parte di quest'ultimo, nel gennaio del 1984.

### LaTramel Technologye il progetto preliminare
Tramiel fondò subito una propria azienda, la Tramel Technology, portando con sé un po' di persone dal suo staff ex-Commodore, per iniziare il progetto di sviluppo di un nuovo home computer dalle performance elevate. Mentre il team lavorava sul progetto, Tramiel iniziò ad interessarsi all'acquisto dell'Atari dalla Warner, principalmente per poter usufruire della consolidata rete internazionale di distribuzione e del marchio, a tutti ben noto. Le intenzioni originarie del team erano quelle di superare le prestazioni del Macintosh, usando una vera CPU a 32 bit, l'NS32032, ma non si riuscì a trovare un accordo con la National Semiconductor, pertanto si dovette ripiegare sul 68000 a 16 bit (che, comunque, si mostrò più veloce dei primi prototipi dell'NS32032).
Il progetto di base prese velocemente le sembianze dell'ST che venne poi messo in commercio. Esso era caratterizzato dall'utilizzo di molti componenti prodotti da terzi, in contrasto con la tendenza dell'epoca di usare un gran numero di chip custom. Il supporto al disk drive era fornito da un chip standard della Western Digital ed il suono era fornito dallo Yamaha YM2149, un clone del General Instrument AY-3-8910, un chip sonoro molto comune su computer e console dell'epoca. Gli unici chip custom erano rappresentati da un semplice controller per la memoria, un processore grafico chiamato "Shifter" ed un gestore di interrupt chiamato GLUE.
Intanto, l'Amiga necessitava di un compratore o di un investitore e l'Atari, allora ancora gestita dalla Warner, decise di finanziare il progetto. In cambio, l'Atari avrebbe ottenuto una licenza esclusiva di un anno sull'uso della tecnologia Amiga, per la costruzione di una nuova console per videogames. In seguito, l'Atari, avrebbe potuto presentare anche un computer basato sulla stessa tecnologia. Nel maggio di quell'anno, Tramiel riuscì a racimolare la cifra necessaria per l'acquisto di ciò che rimaneva dell'Atari dalla Warner e procedette con l'acquisto ad un prezzo molto basso, preparandosi per la ricreazione del suo impero informatico.
Tramiel, dopo aver preso il comando della società, cercò subito ad imporre le sue idee e di appropriarsi per intero del progetto Amiga, poiché sapeva che era estremamente valido. Tuttavia, poco prima che l'Amiga venisse completato, la Commodore ne comprò tutto il progetto. Tramiel, ovviamente, si infuriò e ne scaturì una battaglia legale durata anni. Intanto, all'Atari rimase soltanto il vecchio progetto di una macchina a 16 bit non molto avanzata.

### Sviluppo del sistema operativo
I lavori continuarono con il progetto di base iniziato alla Tramel Technology, al quale mancava solo un sistema operativo e così iniziarono le ricerche. Microsoft contattò Tramiel e gli propose il porting (conversione software) del suo Windows sulla piattaforma Atari, ma la realizzazione del progetto avrebbe dovuto compiersi dopo due anni, poiché il Windows, all'epoca, si trovava in uno stato embrionale del suo sviluppo; decisamente troppo tempo per una macchina che doveva uscire al più entro un anno. Un'altra possibilità era rappresentata dalla Digital Research, che stava lavorando su un ambiente operativo basato su una nuova interfaccia grafica conosciuta come Crystal e che poi prese il nome definitivo di Graphical Environment Manager (GEM). La possibilità di scrivere in proprio un intero sistema operativo non fu neanche presa in considerazione, poiché considerata troppo rischiosa.
La Digital Research concedeva in licenza l'uso dei propri sistemi operativi, ma non era interessata al loro porting su altre piattaforme, pertanto, l'Atari inviò un proprio team di programmatori presso la Digital Research a Monterey, che avrebbero dovuto occuparsi della conversione. Ad essi furono consegnate le ultime versioni dei codici per Intel 8086 che furono convertite in codice 68000 in un tempo brevissimo. L'interfaccia grafica lavorava sulla base di un sistema operativo del tipo CP/M-68K e fu resa disponibile per il gennaio del 1985, giusto in tempo per l'introduzione dell'Atari ST al Consumer Electronics Show, o CES (una fiera di elettronica che si teneva ogni gennaio a Las Vegas).
Il CP/M-68K era una conversione diretta del vecchio sistema operativo CP/M. Già per il 1985, si trattava di un sistema operativo piuttosto antiquato come struttura dei comandi e, soprattutto, per la mancanza di un supporto ad un file system gerarchico (ovvero, tutti i file dovevano stare nella directory principale). La Digital Research stava anche sviluppando un nuovo sistema operativo simile al DOS, scritto specificamente per il GEM, il GEMDOS, ma ci furono delle discussioni sulla possibilità di convertire o meno il GEMDOS sull'Atari ST per la data di lancio di giugno. Alla fine si decise di effettuare il porting ed il sistema operativo definitivo dell'Atari ST, combinazione di GEM e GEMDOS, prese il nome TOS. Fu decisamente una buona mossa, poiché il nuovo sistema era compatibile con il formato standard dei dischetti per i PC IBM.

### Presentazione al pubblico, revisioni e dismissione
Fin dall'inizio Jack Tramiel puntò soprattutto sul mercato europeo, per via del grande interesse mostrato alla presentazione dell'ST alla Fiera di Hannover nel giugno del 1985 col nome di 520 ST. Il lancio commerciale europeo avvenne al Personal Computer World Show di Londra nel settembre 1985 e ci fu una sorta di corsa all'oro che coinvolse compagnie statunitensi e britanniche per la creazione dei primi prodotti software di terze parti.. Il primo software commerciale per ST fu il videogioco britannico The Lands of Havoc
In origine Atari aveva intenzione di distribuire versioni dotate di 128 kByte e 256 kByte di RAM, con i nomi di 130 ST e 260 ST: il modello 130 ST fu realizzato solo come prototipo perché la versione finale del sistema operativo con l'interfaccia grafica non poteva essere caricato sul computer per via dell'insufficiente quantitativo di memoria. Fu quindi deciso di vendere il 260 ST solo in Europa dove i computer costavano sensibilmente di più che negli Stati Uniti e un prodotto con meno memoria avrebbe avuto un prezzo di vendita inferiore, attirando quindi i potenziali clienti che non avevano le risorse per acquistare il modello con più RAM. Ma la rapida discesa dei prezzi delle RAM portò alla decisione di ritirare anche questo modello perché, caricato il sistema che occupava quasi 200 kB, rimaneva libero un quantitativo troppo limitato di RAM per poter utilizzare seriamente il computer. In seguito il 260 ST fu dotato di 512 kB ed il 520 ST fu portato ad 1 MB con l'uscita del modello 520 ST+. Nel 1986 fu lanciato il 1040 STF che aveva 1 MB di RAM, un alimentatore incorporato ed un floppy-disk a doppia faccia. Nei quattro anni successivi, l'hardware dell'Atari ST rimase pressoché invariato, tranne alcune variazioni descritte in seguito, che però non ebbero il successo sperato; la produzione terminò poco dopo nel 1993.

## Caratteristiche

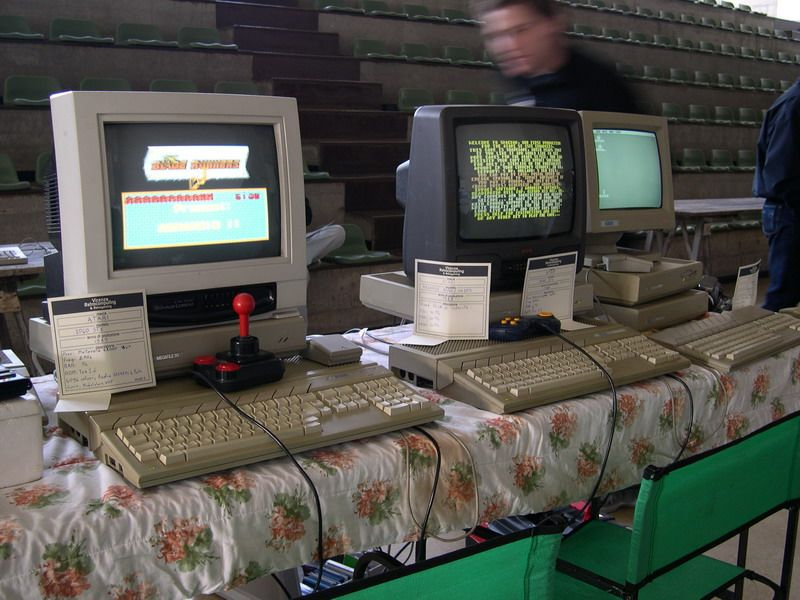
Alcuni Atari ST in mostra al Vicenza Retrocomputing

L'Atari ST è un home computer di seconda generazione basato sul processore Motorola 68000, equipaggiato con 512 kByte di RAM (o più, a seconda dei modelli) e dotato di un floppy disk da 3,5". Per molti aspetti, come l'interfaccia grafica a finestre, il mouse e il già citato processore Motorola 68000, l'Atari ST era simile ai ben più costosi Apple Macintosh ed al Commodore Amiga. L'interfaccia fortemente ispirata al Macintosh lo fece soprannominare "Jackintosh" (da Jack Tramiel e Macintosh) dalla stampa dell'epoca.
La qualità maggiore dell'Atari ST era la sua relativa economicità, nell'ambito dei personal computer, rispetto ad altre macchine dell'epoca, tecnicamente non molto dissimili da esso, ma ben più costose, come il Macintosh Plus. Fu proprio il favorevole rapporto qualità/prezzo di queste macchine a decretarne un buon successo (ebbe una buona diffusione in Europa, in particolar modo in Germania). Inoltre, l'Atari produceva un monitor 640x400 in bianco e nero per l'ST che, per l'epoca, era di una nitidezza veramente invidiabile; per questo, l'ST ebbe un buon successo nell'ambito delle piccole applicazioni d'ufficio (videoscrittura, foglio elettronico, ecc.) e dei programmi di impaginazione. Da notare che un Atari ST, dotato di un software di emulazione terminale, risultava molto più economico di un vero terminale del tipo Digital VT220 che era molto diffuso nell'ambito degli uffici con computer centralizzato e terminali ad esso collegati. Non si dimentichi, infine, il grande successo dell'Atari ST, in ambito musicale professionale grazie alle sue porte MIDI integrate ed alla presenza di ottimi software, tra cui sono da ricordare i sequencer Creator e Notator, versione più evoluta, con un sofisticato editor notazionale, entrambi della C-LAB (che poi porteranno al Logic Pro della Apple), Cubase e Pro 24 della Steinberg.
Era inoltre fornito di un gran numero di porte sul retro della macchina: oltre alle connessioni monitor e alimentazione, l'ST disponeva di una porta seriale RS-232, una connessione di tipo Centronics per la stampante, due porte joystick/mouse Atari-standard, un connettore per un hard disk (SCSI), un connettore per floppy disk, una porta per cartucce e due porte MIDI. Il case aveva uno stile caratteristico di gran parte delle macchine progettate da Tramiel, con una tastiera angolata ed una serie di griglie sul retro, per l'aerazione. Le macchine Atari sotto la gestione Tramiel furono criticate per i case che non apparivano molto resistenti. Il primo modello 520 sembrava piuttosto fragile e, se da una parte il case del 1040 ST venne reso molto più forte, dall'altra divenne anche più ingombrante. Il modello meglio riuscito probabilmente fu il Mega ST, che aveva una tastiera di qualità molto elevata, separata da un solido case. Tuttavia, questi modelli vennero prodotti in numero limitato poiché erano molto costosi da produrre.
Un fastidioso problema riguardava il floppy disk: i primissimi modelli erano forniti di un floppy disk drive esterno a singola faccia, che poteva memorizzare fino a 360 kByte; il modello a doppia faccia, che poteva memorizzare 720 kByte, era opzionale. A causa di questa scelta iniziale, la stragrande maggioranza dei software vennero memorizzati su floppy a singola faccia, per evitare di tagliar fuori una grande quantità di utenti che avevano il floppy disk drive più economico. E questo proseguì per molti anni a venire, rallentando la diffusione del formato più capiente.
Originariamente, i progettisti dell'ST decisero di includere, nel sistema operativo, uno "strato di astrazione hardware" chiamato GDOS, che avrebbe consentito ai programmi di disegnare immagini grafiche su qualsiasi dispositivo idoneo (monitor, stampante, ecc.) in maniera semplice ed immediata, senza che il programmatore dovesse essere costretto a scrivere diverse versioni di codice, per ogni dispositivo supportato. Il GDOS non si riuscì a completare in tempo e, sebbene l'Atari promise di includerlo nelle successive macchine quanto prima possibile, in realtà non fu mai portato a termine (probabilmente, per evitare problemi di incompatibilità dei nuovi software sulle prime macchine ST messe in commercio, che avrebbero richiesto la sostituzione della ROM contenente il sistema operativo). Pertanto, gli sviluppatori dovettero scrivere i propri algoritmi di gestione per ogni diverso modello di stampante (come, del resto, avveniva in gran parte delle altre macchine dell'epoca).

## Specifiche tecniche

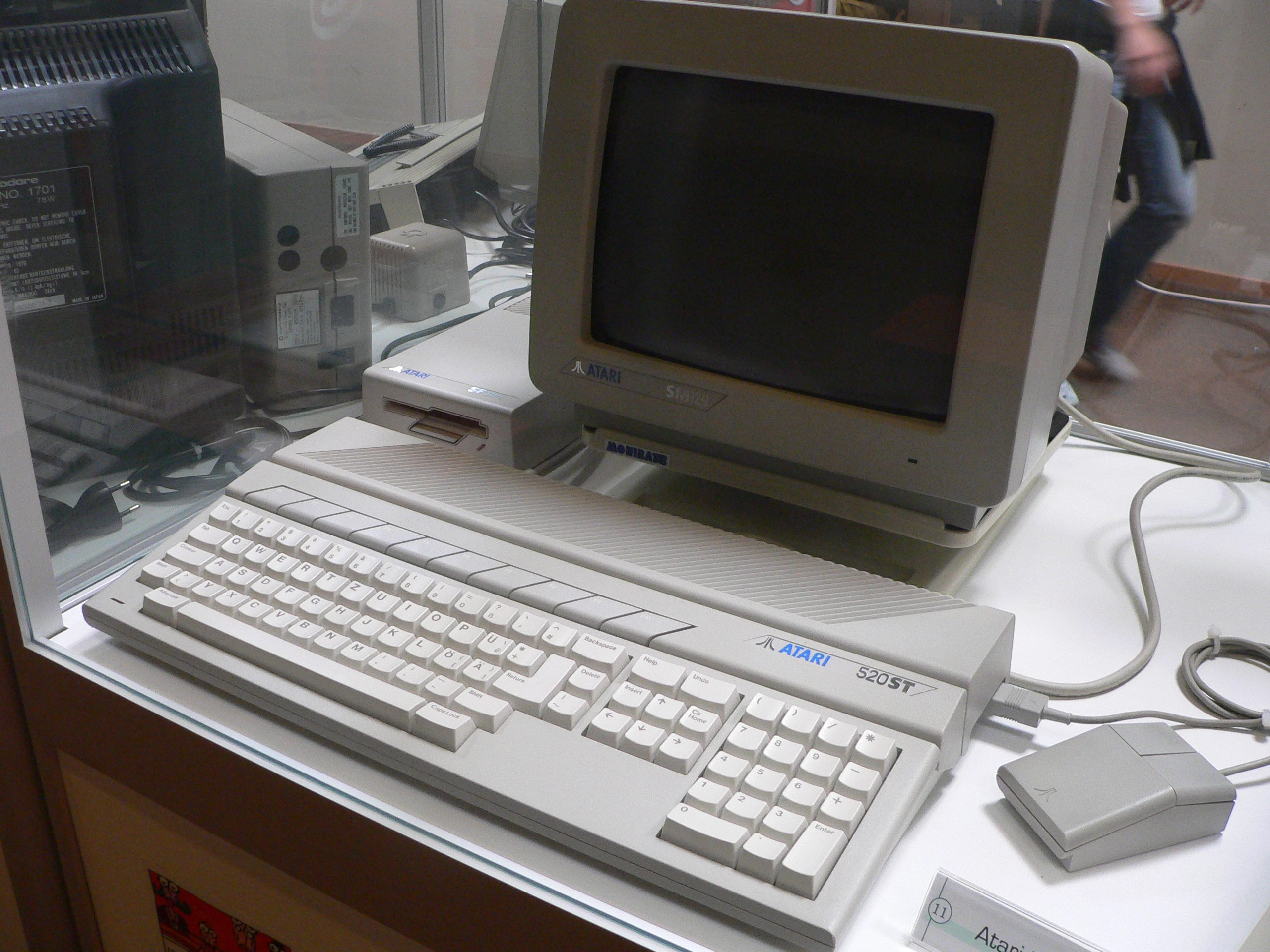
Atari 520ST

Le seguenti specifiche si riferiscono all'originario 520ST:
- CPU: Motorola 68000 @ 8MHz;
- RAM: 512 KiB o 1 MiB;
- suono: Yamaha YM2149, 3 voci onda quadra più 1 voce rumore bianco;
- modalità video[9]: 
  - bassa risoluzione: 320 × 200 a 16 colori da una tavolozza di 512 colori;
  - media risoluzione: 640 × 200 a 4 colori, da una tavolozza di 512 colori;
  - alta risoluzione: 640 × 400 monocromatica; questa risoluzione lavorava a 72 Hz (contro i 50/60 Hz delle precedenti) per cui richiedeva l'uso di un monitor dedicato;
- drive: floppy disk da 3½" a singola faccia (nei modelli F e FM), capacità di 360kB se formattato a 9 settori e 80 tracce;
- porte:
  - monitor RGB e monocromatico (DIN 13-pin);
  - TV out (nei modelli M e FM);
  - MIDI In e MIDI Out (DIN 5-pin);
  - seriale RS-232 (DB-25 maschio);
  - parallela Centronics per stampante (DB-25 femmina);
  - floppy disk drive;
  - DMA ACSI (simile a SCSI), per hard disk e stampanti laser;
  - 2 porte per joystick/mouse (DE-9 maschio);
  - porta per cartucce ROM da 128kB;
- sistema operativo: Atari TOS (acronimo di The Operating System) dotato di interfaccia grafica GEM (acronimo di Graphical Environment Manager).

Grazie al suo design bi-direzionale, la porta parallela Centronics può essere usata per collegare dei joystick. Diversi giochi sfruttano appositi adattatori, da collegare alla porta stampante, in grado di fornire due porte joystick 9-pin addizionali.
I primissimi modelli includevano il sistema operativo su floppy disk ma ben presto vennero sostituiti da modelli dotati di sistema operativo in ROM. Dopo circa 6 mesi dall'uscita del primo ST, venne incorporato nella macchina anche un modulatore RF che consentiva alla macchina di collegarsi ad un TV a colori (solo per la bassa risoluzione). Questi modelli erano chiamati 520STm.

## Modelli

### Modelli della serie ST
L'Atari 520ST era un'unità che aveva computer e tastiera integrati nello stesso "case" (contenitore dei componenti costituenti il computer) come in altri home computer dell'epoca (ad esempio, il Commodore 64). Tuttavia, in quel periodo il mercato richiedeva una tastiera con un maggior numero di tasti, inclusi i tasti cursore ed il tastierino numerico. Pertanto, il 520ST appariva esternamente di dimensioni molto più grandi, rispetto a quelle dei precedenti home computer ad 8-bit. I primissimi modelli avevano un floppy disk esterno, ma in seguito si decise di integrarlo nel case, anche per ridurre l'ingombro da cavetti.
A differenza di quanto previsto per i modelli Mega ST, gli Atari ST 520 e 1040 non avevano dei chip grafici per l'accelerazione di funzioni video avanzate e, per risolvere il problema, si decise di includere un chip custom, il "BLiTTER", nei modelli di Atari ST che vennero messi in commercio qualche anno dopo con il nome di STE (che, probabilmente, stava per 'ST Enhanced'). Il nuovo chip custom fu ignorato dalla stragrande maggioranza degli sviluppatori, poiché fu introdotto molto tardi e, quindi, la diffusione di tali nuove macchine fu molto bassa. Come se non bastasse, i primi modelli STE messi in commercio avevano dei "bug" a livello di sistema operativo, che determinavano il malfunzionamento di alcuni giochi e programmi scritti per i precedenti modelli ST. Nel lontano novanta è poi stata realizzata una piccola libreria software che consentiva una gestione più efficiente dell'interfaccia grafica.
La serie ST è costituita da un gran numero di modelli che, di seguito, sono indicati in ordine cronologico dopo il primo 520 ST:
- 130 ST - Prototipo dotato di 128 kB di RAM, mai messo in commercio.
- 520 ST - Il modello originale, con 512 kB di RAM, senza floppy interno.
- 260 ST - Prototipo dotato di 256 kB di RAM. Con l'uscita del 520 ST+ con 1 MB di memoria, il 260 ST è stato commercializzato con 512 kB di RAM. È stato venduto per poco tempo solo in Europa.
- 520 STM - Un 520 ST dotato di modulatore incorporato per l'uscita TV.
- 520 STFM - Un 520 STM costruito su una nuova scheda madre, ridisegnata per essere inserita in un case più grande che conteneva anche un floppy disk integrato.
- 520 ST+ - I primi 520 ST dotati di 1 MB di RAM ma privi di floppy disk interno.
- 1040 STF - Un 520 STFM con 1 MB di RAM ed un floppy disk a doppia faccia incorporato. È sprovvisto di un modulatore.
- 1040 STFM - Un 520 STFM con 1 MB di RAM ed un floppy disk a doppia faccia incorporato.
- MEGA ST, MEGA ST2 e MEGA ST4 - Dei 1040 con 1, 2 o 4 MB di RAM, in un case di qualità maggiore e tastiera separata. Questi modelli includono il chip BLiTTER, ma la ROM del sistema operativo non è aggiornata pertanto, per sfruttare nel GEM le funzionalità aggiuntive del BLiTTER, è richiesto il caricamento da disco di una versione aggiornata del sistema operativo.
- 520 STE e 1040 STE - Sono dei 520/1040 STFM con sonoro migliorato, chip BLiTTER per l'accelerazione grafica, ed una tavolozza di 4.096 colori, con case identico a quello della serie 1040.
- Mega STE - Per gli utenti Atari fu il miglior computer della serie ST, per il più veloce processore Motorola 68000 a 16 MHz, per il processore grafico BLiTTER, per il nuovo sistema operativo TOS 2.05 o 2.06 e per il case di qualità maggiore, con hard disk (SCSI) di capacità fino a 60 MegaByte interno di serie. Bastava togliere una vite per poter sostituire il disco rigido.
- STacy - Una versione portatile (o quasi) dell'ST. Originariamente studiato per funzionare con 12 batterie standard del tipo C cell (quelle usate nelle comuni torce elettriche), alla fine si decise di escludere questa possibilità poiché le batterie duravano troppo poco e non erano ricaricabili.
- ST Book - Versione portatile dell'STE. Era più compatto dello STacy al costo di sacrificare alcune caratteristiche del sistema.

### Modelli successivi

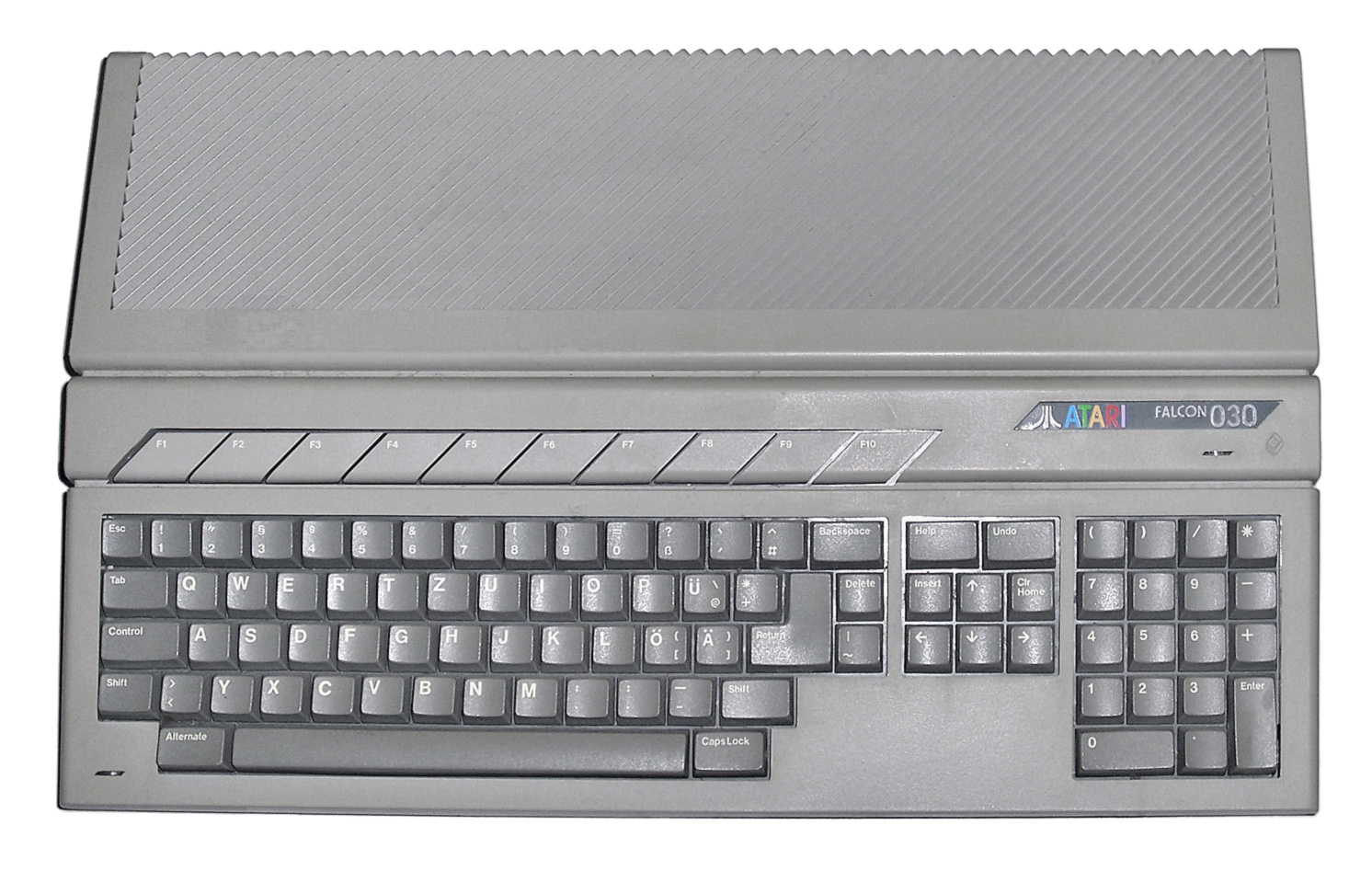
Atari Falcon 030

- TT 030 - nuove macchine basate sul processore Motorola 68030 con frequenza di 32 MHz, in un nuovo case con tastiera separata.
- Atari Falcon 030 - un'altra macchina basata sul 68030, come il TT, ma in un case estremamente simile a quello della serie 1040, con degli ulteriori miglioramenti al comparto grafico e sonoro, un processore Motorola 56000 dedicato al DSP (elaborazione digitale dei segnali), un sistema operativo multitasking (su disco) ed una porta LocalTalk per le connessioni di rete.

Esistono anche dei prototipi mai messi in commercio, come lo STylus (un palmare), il Falcon 040 (vedi nei collegamenti esterni, in fondo alla pagina), basato su un Motorola 68040 con nuovo case e slot, e il 1040 STE+, simile al 1040 STE ma con una CPU AMD 80286 e un disco rigido da 40 MB.

## Contributo al settore
L'Atari ST riuscì inizialmente a imporsi nel mercato degli home computer poiché uscì prima del suo diretto rivale, il Commodore Amiga. Inoltre, l'Amiga 1000 (il primo computer della serie Amiga) disponeva di 256 kByte di RAM mentre l'Atari ST era già dotato di 512 kByte di RAM fin dalla prima versione messa in commercio. A differenza dell'Amiga, l'Atari ST non dispone di chip custom progettati per l'accelerazione delle funzioni grafiche tipicamente usate nei videogiochi, programmi di grafica e montaggio video, né dispone di chip audio avanzati (la qualità audio di un Atari ST è grossomodo equivalente a quella di uno Spectrum/Amstrad CPC). Tuttavia la presenza di porte MIDI incorporate lo rese un computer di successo nell'ambito musicale professionale e amatoriale. Inoltre in alcuni Paesi, in particolare in Germania, l'Atari ST guadagnò grande popolarità come computer economico per applicazioni CAD e Desktop Publishing (software d'impaginazione).
L'Atari, in particolare il modello ST-1040, ha dato probabilmente il contributo informatico più rilevante all'utilizzo e alla diffusione di massa del "personal computer" nell'ambito della produzione musicale tramite sequencer, col supporto di diversi software come ad es. Cubase della Steinberg. Atari inoltre monta di serie l'interfaccia MIDI, che consente agli strumenti musicali dotati di questo collegamento di dialogare tra loro.
I modelli ST2 e ST4 si affermarono anche per la disponibilità di una stampante laser economica (costava ¼ delle altre) che non monta memoria. Il plotting grafico viene effettuato dal computer che, dotato di 2 o 4 MB di RAM, elabora la pagina a 300 punti per pollice direttamente in memoria e la invia successivamente in stampa, dove un semplice buffer permette la stampa laser. Le altre stampanti laser a quel tempo dovevano montare necessariamente la costosa memoria e un software per la gestione dei font. Programmi di impaginazione avanzata, come Calamus, ne decretarono un discreto successo.
Dopo che l'Atari si ritirò dal mercato dei computer, si creò un mercato per dei cloni, ossia delle macchine prodotte da terzi, ma compatibili con il software scritto per il TOS, il sistema operativo usato dall'Atari ST e dai modelli successivi. Come per molti computer del passato, l'Atari ST viene emulato da numerosi software gratuiti, disponibili per le più svariate piattaforme.

### Videogiochi
L'utilizzo nel campo dei videogiochi, anche se l'ST perse progressivamente terreno nei confronti dell'Amiga, fu comunque molto ampio, con migliaia di titoli pubblicati commercialmente. Molti uscirono per entrambe le piattaforme e le versioni sono spesso piuttosto simili tra loro, talvolta anche migliori sull'ST, in quanto alcuni sviluppatori non si avvalevano dei chip custom di Amiga, ma soltanto del microprocessore, e quest’ultimo pur essendo sempre un Motorola 68000 è leggermente più veloce sul computer Atari (8MHz contro i 7,16MHz del clock di Amiga). Secondo la rivista Retro Gamer, tra i titoli migliori ci sono Oids, Xenon 2, Midwinter, Time Bandit, No Second Prize, Lethal Xcess, Captain Blood, Blood Money, Starglider, Dungeon Master, MIDI Maze, Xenon, Speedball, Populous, Wings of Death.
In particolare, tra i titoli che uscirono per Atari ST e non per il concorrente Amiga, seleziona Super Sprint, Road Runner, Where Time Stood Still, Enduro Racer, Oids, Ranarama, Starquake, Championship Wrestling, Slap Fight, Trantor: The Last Stormtrooper.
Nel 1988 ci fu un tentativo di produrre anche una macchina arcade basata sull'Atari ST, in modo simile a quanto aveva fatto Arcadia Systems con l'Amiga. La East Midlands Leisure (Regno Unito) sviluppò la macchina a giochi intercambiabili su floppy INTEC Video System, ma l'esperimento non risultò redditizio.